# Palæstinas flag
Palæstinas flag er en tricolore i de panarabiske farver med en rød trekant tættest på flagstangen.